# Konstantin Konstantinovitj af Rusland (1891-1918)
Konstantin Konstantinovitj af Rusland (russisk: Константин Константинович Романов; tr. Konstantin Konstantinovitj Romanov) (1. januar 1891 – 18. juli 1918) var en russisk prins fra Huset Romanov. Han var den tredje søn af storfyrst Konstantin Konstantinovitj af Rusland og hans hustru storfyrstinde Jelisaveta Mavrikjevna (født som prinsesse Elisabeth af Sachsen-Altenburg).

## Biografi
Konstantin Konstantinovitj blev født den 1. januar 1891 i Sankt Petersborg i Det Russiske Kejserrige. Han var det fjerde barn og tredje søn af storfyrst Konstantin Konstantinovitj af Rusland og hans hustru storfyrstinde Jelisaveta Mavrikjevna (født som prinsesse Elisabeth af Sachsen-Altenburg). Prins Konstantin blev under den Russiske Revolution myrdet sammen med flere medlemmer af sin familie den 18. juli 1918 i byen Alapajevsk i Uralbjergene.

## Eksterne links
- Wikimedia Commons har flere filer relateret til Konstantin Konstantinovitj af Rusland (1891-1918)